# Mediterranean Air Freight
Mediterranean Air Freight je grška tovorna letalska družba, ki občasno opravlja tudi potniške prevoze. Glavna baza letalske družbe je letališče v Atenah, ter družba pretežno posluje na grškem trgu.

## Zgodovina
Mediterranean Air Freight je ustanovila španska letalska družba Swiftair junija 2003 in je v celoti v lastništvu te družbe.

## Letalska flota
Družba Mediterranean Air Freight svojo dejavnost opravlja z naslednjimi letali:
| Letalo              | V uporabi | Naročenih |
| ------------------- | --------- | --------- |
| Fairchild Metro III | 3         | 0         |
| Fairchild Metro 23  | 1         | 0         |
| Skupaj              | 4         | 0         |